# 桜三世
桜三世（さくらさんせい・Cherry The 3rd）とは、2004年 - 2005年のスーパー耐久イメージガールを務めた、スタイルコーポレーション所属の女性アイドルグループである。

## 概要
日本を象徴する花である「桜」のように、日本を代表し、三世代に渡って愛されるユニットでありたいという願いを込めて命名。スーパー耐久のイメージガールユニットとして2年間にわたり活動を行っていた。
グループ数は2004年が4人、2005年が3人であるが、いずれの年度において篠崎まゆが参加しており、歴代のS耐イメージガール史上初めて2年連続選出のメンバーが誕生した。ちなみに2年連続でS耐のイメージガールを務めたのは、2008年～2009年に栗原海（JEWEL→JUICY）が選ばれるまでは篠崎のみであった。

## メンバー

### 桜三世（2004年）
- 三浦唯（みうら ゆい）
1980年2月22日生まれ、東京都出身、B型、身長165cm。愛称は「ゆいゆい」。
2001年、白川茉知と共にJGTC「ESSOレースクイーン」として活動。2002年と2003年にはJGTC「AMPREXレースクイーン」を務めた。
- 浅見薫（あさみ かおる）
1981年3月14日生まれ、東京都出身、A型、身長165cm。
2005年には小口亜紀、秋山まいと共にSUPER GTマレーシアラウンドのイメージガール「GT Babes」としても活動した。
- 篠崎まゆ（しのざき まゆ）
1981年12月27日生まれ、栃木県出身、O型、身長167cm。
- 斉藤優（さいとう ゆう）
1982年2月4日生まれ、埼玉県出身、A型、身長165cm。

### 桜三世’05（2005年）
- 晴菜あい（はるな あい）
1981年7月6日生まれ、東京都出身、B型、身長160cm。
- 神谷あん（かみや あん）
1982年5月1日生まれ、福井県出身、O型、身長164cm。
- 篠崎まゆ（しのざき まゆ） - 前年より続投。

## リリース作品
ここでは、ユニット自体で発表された作品を記述する。

### DVD
- Cherry the Born（2004年8月28日発売）
- 桜三世'05〜桜純度100%〜（2006年2月22日発売）

### CD
- Future Of Dream（2004年5月発売）
ジャケットは白いビキニを着た4人の首から下半身が写し出された1枚の写真（2パターンある）となっており、腹部にピンクで「Cherry the IIIrd」と桜の花びらの絵が描かれている。

## 備考
- スーパー耐久イメージガールは翌年の「St.Cherish」以降、英語表記のユニット名が続いているため、日本語名のイメージガールユニットは現時点で桜三世が最後となっている。
- 斉藤優は桜三世卒業後も、ingsイメージガール「AZURE」のメンバーを務めるなど精力的に活動[2]。その後スタイルコーポレーションの関連子会社「スターヒル」に移り、『斉藤優香』に改名したが、現在は退所している。
- 2005年度は全員名前がひらがな表記のメンバーが揃ったが、メンバー全員の名字が漢字で名前がひらがなという形態のユニットは初代「Super Girls 2000」（2000年）以来5年ぶりとなった。